# IAMX

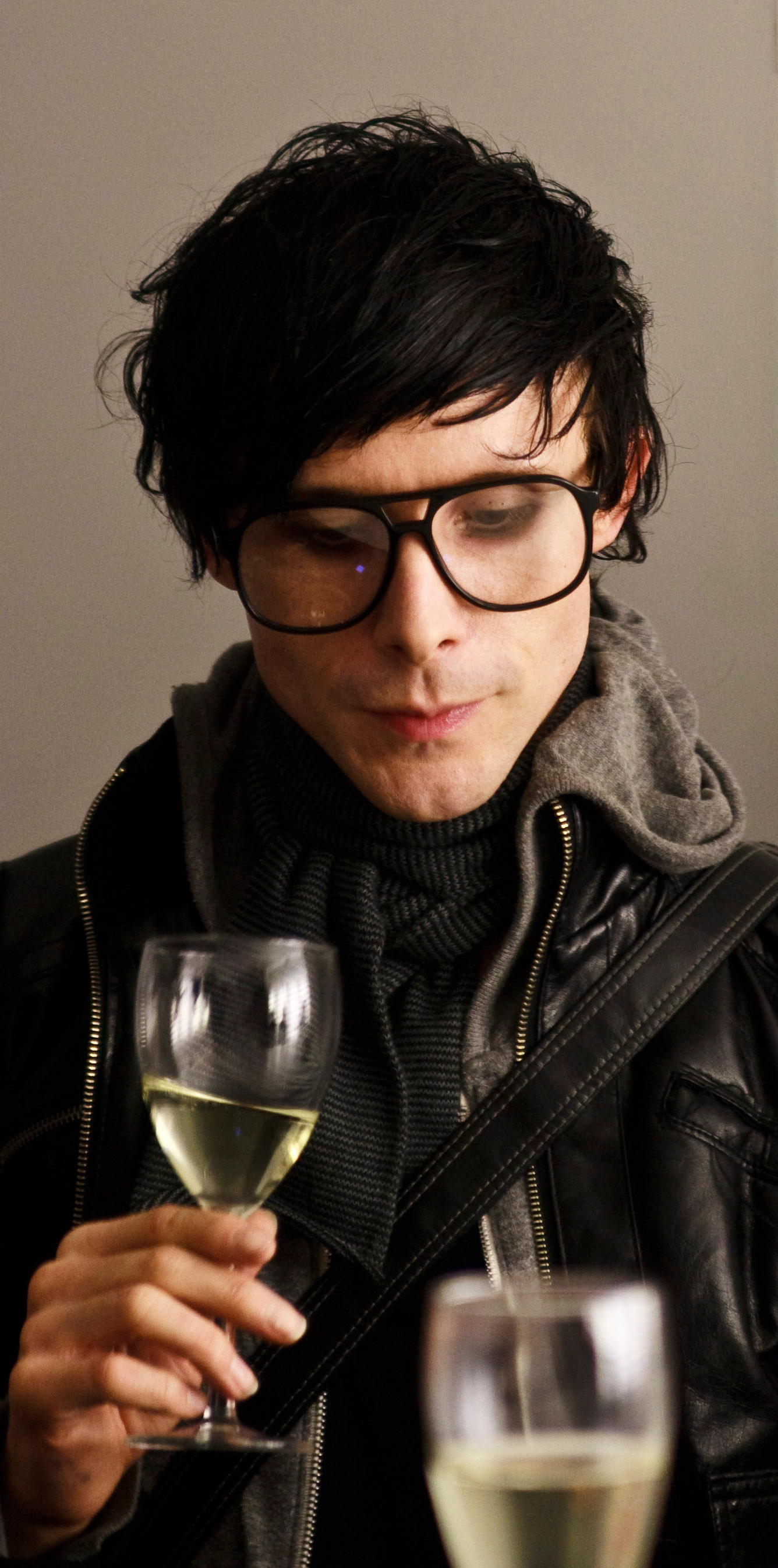
Chris Corner at an IAMX autograph session in Munich.

IAMX (también conocido incorrectamente como "I AM X") es el proyecto personal de Chris Corner. Corner ha manifestado repetidamente que IAMX es muy diferente de su personalidad real y es una especie de cuasi "acto". La música de IAMX trata principalmente de temas como el sexo, muerte, emociones, obsesión, drogas, decadencia, bisexualidad, alienación y vagas alusiones a la política. Actualmente Corner vive en Los Ángeles, California. Debido a su reubicación buscando una cura a su Insomnia Crónica, donde ha producido su sexto álbum.

## Álbumes
Su álbum debut Kiss + Swallow, consistente en una muy oscura y erótica influencia electrónica de 1980,  se lanzó en 2004. Aunque muchas de las canciones fueron grabados originalmente para el álbum SP4 de su exgrupo Sneaker Pimps, para el que Corner puso la voz. Las copias de estas grabaciones originales aún están disponibles en la red. El 17 de junio de 2008, Kiss + Swallow se lanzó en los Estados Unidos. El álbum incluía la canción hasta esa fecha inédita “I-Polaroids” y un remix de “Kiss and Swallow”.
El segundo álbum de IAMX, The Alternative se lanzó en Europa en abril de 2006. En octubre de 2007 de forma digital y en noviembre de 2007 físicamente en Gran Bretaña e Irlanda. En los Estados Unidos se lanzó en mayo de 2008 a través de Metropolis Records. Las versiones de Gran Bretaña y Estados Unidos tienen una portada ligeramente diferente con celo negro en vez de amarillo. Además de la variante artística en la carátula, las versiones de Gran Bretaña y Estados Unidos ofrecen diferentes versiones de muchas pistas con coros grabados a posterior de Janine Gezang así como una versión instrumental de cuerda del tema Spit it Out. Generalmente el álbum es denominado como un clásico underground en su género por muchos críticos musicales y fanes.
El álbum en directo, Live in Warsaw, se lanzó el 14 de noviembre de 2008. La actuación fue grabada con público en directo para la emisora Polish Radio One y más tarde se mezcló en Berlín, en los estudios IAMX3.
El tercer álbum de IAMX, Kingdom of Welcome Addiction, se lanzó el 19 de mayo de 2009, (aunque los mp3 del álbum se filtraron en internet el 5 de abril.) Una nueva canción, bajo el título “Think of England” se pudo descargar gratuitamente a partir del 7 de noviembre de 2008. Se consideró un disco con una base y unas letras más emotivas que las de los dos álbumes previos, Corner declaró en tono jocoso que Kingdom of Welcome Addiction es “como el mundo de Disney, pero con lápiz labial, cinismo e ingenio”.
Una versión remasterizada y remezclada del álbum titulado Dogmatic Infidel Comedown Ok se lanzó el 19 de marzo de 2010.
El 14 de abril de 2010, IAMX anunció a través de su página en Twitter, que estaban trabajando en su cuarto álbum de estudio, al cual se refirieron como “IAMX4”. Este se llama Volatile Times que fue lanzado el 18 de marzo de 2011, del que se ha desprendido el sencillo Ghosts of Utopia en febrero y Bernadette el 29 de julio.
El 1 de febrero de 2012, se anunció a través de las páginas de Facebook y Twitter de IAMX que el trabajo había comenzado oficialmente en el quinto álbum de estudio, que tenía el título de trabajo de IAMX5. El 13 de mayo Chris anunció que habría un blog publicado en el canal oficial IAMX YouTube cada dos semanas, lo que permitiría a los aficionados para ver el proceso de grabación del nuevo álbum. En el tercer blog, Chris reveló que el nuevo álbum iba a ser coproducido por Jim Abbiss, que también tenía coprodujo el álbum debut de Sneaker Pimps 'Becoming X y se había producido álbumes para artistas como Adele y Arctic Monkeys. El 6 de julio de 2012, a través de su blog en línea, Chris reveló el nombre de una pista, "Come Home" del próximo álbum. El 1 de octubre de 2012, un nuevo proyecto de recaudación de fondos se puso en marcha a través de la página web PledgeMusic, lo que permitirá a los aficionados una oferta en artículos tales como setlist y CDs, incluyendo el nuevo álbum; el objetivo de esta recaudación de fondos alcanzó su objetivo del 100% en 1 hora, hasta alcanzar 817% de la meta establecida. El 19 de octubre de 2012, se anunció que el álbum oficialmente se denomina Unified Field y sería precedido por el primer sencillo, un doble lado A, para ser lanzado el 3 de diciembre. [24] El álbum fue lanzado el 20 de marzo de 2013 para los aficionados que se comprometieron en el proyecto PledgeMusic y 22 de marzo de 2013 para el público en general.
El 17 de diciembre de 2014, una cuenta atrás se inició en las cuentas sociales de IAMX . La cuenta regresiva terminó 3 días más tarde , revelando el anuncio oficial de un nuevo álbum de abanico financiado mediante Pledgemusic , dijo que se publicará a principios del otoño de 2015. El 11 de junio de 2015, el título del álbum fue anunciado como Metanoia .
Todos los álbumes están realizados, producidos y remasterizados por el propio Chris Corner.

## TURMWERK
En 2008, se trasladó a IAMX una antigua fábrica de la RDA (República Democrática Alemana) las afueras de Berlín. Corner habló sobre el traslado en una entrevista, diciendo que él había comprado un edificio que solía ser una fábrica de obras hidráulicas en la antigua Alemania Oriental.  La fábrica ha sido ya dado el nombre de "Turmwerk" y se utiliza para el estudio de grabación, ensayos de la banda, sesiones de fotos, video musical y la producción visual en vivo. Estas producciones incluyen el video musical "My secret friend", con Imogen Heap, sesiones de fotos para la portada del cuarto álbum de estudio Volatile Times de IAMX, lanzamiento de Berlín fotógrafo, Ben Wolf y la prensa fotos para quinto álbum de estudio de IAMX The Unified Field por fotógrafos Joe Dilworth y Sammi Doll.  Turmwerk se ha convertido en un espacio de trabajo, no sólo para IAMX, sino también para otros artistas como Noblesse Oblige, productor Jim Abbiss, James Cook y Violenta. Corner dijo en una entrevista que su sueño era crear un lugar para artistas de todo tipo, donde la atención se centra en la creatividad y el pensamiento libre.

## Discografía

### Álbumes
- Kiss + Swallow (Recall) - 13 de julio de 2004 & 17 de junio de 2008 (US re-release)
- The Alternative (61seconds) - 28 de abril de 2006 & 6 de mayo de 2008  (US re-release)
- Kingdom of Welcome Addiction (61seconds) - 19 de mayo de 2009
- DOGMATIC INFIDEL COMEDOWN OK (61seconds) - 19 de marzo de 2010
- Volatile times (61seconds) - 18 de marzo de 2011
- The Unified Field (61seconds) - 22 de marzo de 2013
- Metanoia  - 2 de octubre de 2015
- Everything is Burning  (Metanoia Addendum) - 2 de septiembre de 2016
- Unfall  - 22 de septiembre de 2017
- Alive In New Light  - 2 de febrero de 2018

### EP and Live Albums
- Your Joy Is My Low (Recall) - 2004
- Your Joy Is My Low Remixes (Anorak Supersport) - 26 de mayo de 2005
- President (iTunes Store) - 9 de septiembre de 2008
- Live in Warsaw (61seconds) - 14 de noviembre de 2008
- Think of England (iTunes Store) - 2 de junio de 2009
- My Secret Friend - 5 de enero de 2010
- The Unified Field . Quiet The Mind EP - 3 de diciembre de 2012

### Sencillos
| Year | Release                    | Label                                                                  | Álbum                        |
| ---- | -------------------------- | ---------------------------------------------------------------------- | ---------------------------- |
| 2004 | "Your Joy Is My Low"       | Recall                                                                 | Kiss + Swallow               |
| 2004 | "Kiss and Swallow"         | Tennis Schallplatten                                                   | Kiss + Swallow               |
| 2005 | "Missile"                  | Tennis Schallplatten                                                   | Kiss + Swallow               |
| 2006 | "Spit It Out"              | 61seconds                                                              | The Alternative              |
| 2007 | "Nightlife"                | 61seconds                                                              | The Alternative              |
| 2008 | "The Alternative"          | Fiction / No Carbon / Genepool (UK only)                               | The Alternative              |
| 2008 | "President"                | Fiction / No Carbon / Genepool (UK only)                               | The Alternative              |
| 2008 | "Spit It Out"              | Metropolis Records (US only), Fiction / No Carbon / Genepool (UK only) | The Alternative              |
| 2008 | "Song of Imaginary Beings" | Metropolis Records (US only)                                           | The Alternative              |
| 2008 | "President"                | Metropolis Records (US only)                                           | The Alternative              |
| 2008 | "Think of England"         | 61seconds (Free Download) / Metropolis Records                         | Kingdom of Welcome Addiction |
| 2009 | "Tear Garden"              | 61seconds / Metropolis Records                                         | Kingdom of Welcome Addiction |
| 2009 | "My Secret Friend"         | 61seconds                                                              | Kingdom of Welcome Addiction |
| 2011 | "Ghost Of Utopia"          |                                                                        | Volatile times               |
| 2011 | "Volatile times"           |                                                                        | Volatile times               |
| 2012 | "The Unified Field"        | 61seconds                                                              | The Unified Field            |
| 2013 | "I Come With Knives"       | 61seconds                                                              | The Unified Field            |

## El grupo en vivo
A finales de 2006 IAMX estaba formado por Chris Corner como vocalista, teclados y guitarra; Dean Rosenzweig a la guitarra y el bajo, Tom Marsh a la batería, y Janine Gezang en los teclados, electrónica, coros y bajo. A principios de 2010, Dean y Tom dejan de formar parte de la banda en los directos y son remplazados por Alberto Álvarez en la guitarra, los coros y el bajo y por Jon Harper en la batería. Son conocidos por sus actuaciones electrónicas y cautivadoras así como por sus dedicados fanes. El 26 de febrero de 2013 se integra Sammi Doll a las presentaciones en vivo.
Para el disco de Metanoia Alberto Álvarez y Jon Harper Salen de la banda en vivo y se integran Jon Siren.
En pasadas actuaciones de IAMX han colaborado músicos como Sue Denim y Dee Plume de Robots in Disguise, Noel Fielding y Julia Barrat de The Mighty Boosh, James Cook de Nemo y Julia Davis

### Videos musicales
| Year | Title                                 | Director                      |
| ---- | ------------------------------------- | ----------------------------- |
| 2004 | "Kiss and Swallow"                    |                               |
| 2005 | "Missile" (bath version)              | Chris Corner                  |
| 2005 | "Missile" (second version)            | Martin Wilk                   |
| 2006 | "Spit It Out"                         | Hans Hammers Jr.              |
| 2006 | "President"                           | Hans Hammers Jr.              |
| 2008 | "Song Of Imaginary Beings"            | Verena Jabbs                  |
| 2009 | "Think of England"                    | Michel Briegel                |
| 2009 | "Tear Garden"                         | Graeme Pearce                 |
| 2009 | "My Secret Friend" (with Imogen Heap) | Chris Corner                  |
| 2009 | "I Am Terrified" (Alec Empire Remix)  | Chris Corner                  |
| 2011 | "Ghosts of Utopia"                    | Chris Corner                  |
| 2011 | "Dance With Me"                       | Chris Corner                  |
| 2011 | "Bernadette"                          | A Nice Idea Every Day         |
| 2011 | "Volatile Times"                      | Michel Briegel                |
| 2013 | "The Unified Field"                   | Adam Anthony                  |
| 2013 | "Quiet the Mind"                      | Chris Corner / Danny Drysdale |
| 2013 | "I Come With Knives"                  | Michel Briegel                |
| 2013 | "Come Home"                           | Chris Corner                  |